# Белцаць (Васлуй)
Белцаць, Белцаці (рум. Bălțați) — село у повіті Васлуй в Румунії. Входить до складу комуни Тетерень.
Село розташоване на відстані 287 км на північний схід від Бухареста, 14 км на північний схід від Васлуя, 56 км на південний схід від Ясс, 141 км на північ від Галаца.

## Населення
За даними перепису населення 2002 року у селі проживали 705 осіб, усі — румуни. Усі жителі села рідною мовою назвали румунську.